# Pjetërshan
Pjetërshan (albanisch auch Pjetërshani, serbisch Петрушан Petrušan) ist eine Ortschaft der Gemeinde Gjakova in Kosovo südlich von Gjakova.

## Geographie
Das Dorf liegt circa sechs Kilometer von Gjakova und zehn Kilometer von der Grenze zu Albanien entfernt. Nördlich von Pjetërshan befindet sich das Krankenhaus AMF DOLI und der Fluss Erenik. Südlich der Ortschaft erstreckt sich ein Waldgebiet, das sich zu den Bergen an der Grenze hochzieht.

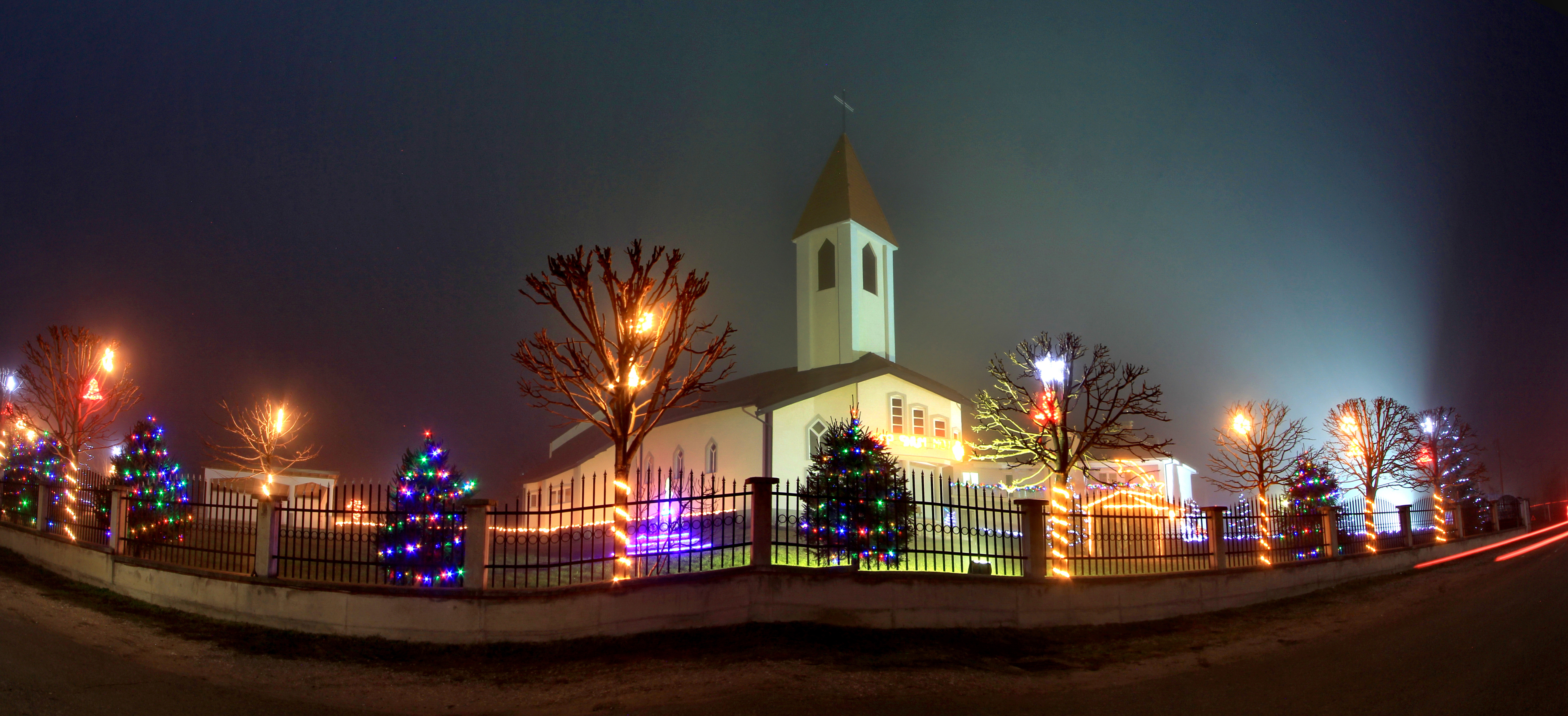
Kirche Heiliger Josef mit Weihnachtsbeleuchtung in Pjetërshan

In Pjetërshan gibt es eine aus dem Mittelalter stammende katholische Kirche des Heiligen Josef.

## Bevölkerung

### Ethnie
Die Einwohnerzahl beträgt gemäß 2011 durchgeführter Volkszählung 209 Personen. Alle sind Albaner.
| Zensus    | 1948 | 1953 | 1961 | 1971 | 1981 | 1991 | 2011 |
| --------- | ---- | ---- | ---- | ---- | ---- | ---- | ---- |
| Einwohner | 175  | 200  | 247  | 312  | 425  | 504  | 209  |

### Religion
Bei dem Zensus im Jahr 2011 bezeichneten sich 99,52 % (208 Personen) von allen 209 Einwohnern als katholisch.